# Hans Verstraete
Hans Verstraete (18 juli 1957) is een Belgisch bestuurder.

## Levensloop
Hans Verstraete studeerde toegepaste economische wetenschappen en fiscale wetenschappen. Hij begon zijn carrière in 1982 bij verzekeraar Nateus. In 1995 werd hij er CEO en voorzitter van het directiecomité. In 2002 kwam Nateus in handen van Ethias, waar Verstraete na de financiële crisis in 2008 lid van het directiecomité werd. In 2009 werd hij vicevoorzitter van het directiecomité van Ethias en rechterhand van CEO Bernard Thiry. In 2012 stapte hij over naar de verzekeringstak van KBC. Hij werd ook lid van het managementcomité van KBC. Met de aanwerving van Verstraete wilde KBC het bank-verzekeringsmodel versterken. In 2021 beëindigde Verstraete zijn carrière bij KBC.
In 2014 werd hij voorzitter van Assuralia, de beroepsvereniging van verzekeringsondernemingen. Hij volgde Bart De Smet op. In 2016 volgde Hans De Cuyper hem in die hoedanigheid op.
Verstraete is bij Rode Kruis-Vlaanderen sinds 2021 ondervoorzitter en sinds 2025 voorzitter. Daarnaast is hij voorzitter van de raad van bestuur van verzekeraar Protect sinds 2021 en bestuurder van NN België sinds 2022.